# Hempur
Hempur (nep. हेमपुर) – gaun wikas samiti w środkowej części Nepalu w strefie Dźanakpur w dystrykcie Sarlahi. Według nepalskiego spisu powszechnego z 2001 roku liczył on 1021 gospodarstw domowych i 6093 mieszkańców (2853 kobiet i 3240 mężczyzn).